# Епископ тимочки Милутин
Милутин (световно Марко Стојадиновић, Горњи Ковиљ, 23. јул 1918 — Манастир Суводол, 20. септембар 1992) био је епископ Српске православне цркве.

## Световни живот
Епископ Милутин (световно Марко Стојадиновић), рођен је у Горњем Ковиљу 23. јула 1918. године. Завршио је Богословију Светога Саве у манастиру Раковици, а Богословски факултет у Београду.

## Монашки живот
Замонашен је по чину мале схиме у манастиру Гргетегу 10. августа 1939. године. У чин ђакона рукоположио га је 27. септембра 1940. епископ нишки Јован, а у чин презвитера на Преображење Господње 1945. године епископ будимљански Валеријан. Пре избора за епископа био је намесник манастира Гргетега, економ патријаршијског двора у Сремским Карловцима, вероучитељ, старешина манастира Крушедола, помоћник управника патријаршијског двора у Београду, чиновник Епархије сремске, професор богословија у Призрену, Београду и Сремским Карловцима, где је постао и првим послератним ректором. Одликован је достојанством синђела, чином протосинђела и архимандрита.
По препоруци Светог архијерејског синода добио је стипендију Екуменског савета цркава и био је на постдипломским студијама на Старокатоличком факултету у Берну академијске 1960/61. године.
Изабран је за епископа тимочког 1977. године и хиротонисан у Саборној београдској цркви 10. јула исте године.
Епископ Милутин преминуо је 20. септембра 1992. године и сахрањен у манастиру Суводолу.